# Yehoshua Blau
Pour les articles homonymes, voir Blau.
Yehoshua Blau (hébreu : יהושע בלאו ; anglais : Joshua Blau) (né le 22 septembre 1919 à Cluj-Napoca, Roumanie et mort le 20 octobre 2020 à Jérusalem, Israël) est un linguiste israélien, arabisant et hébraïsant, originaire de Transylvanie, en Roumanie, et qui vécut son enfance et jeunesse en Hongrie et Autriche.
Il est professeur émérite de l’université hébraïque de Jérusalem et lauréat du prix Israël, le prix de l'État.
Il est membre d'honneur de la Société asiatique royale de Londres, membre correspondant de la British Academy et membre de l'Académie israélienne des sciences et lettres. Il a été le 3e président de l'Académie de la langue hébraïque.
Il s'est fait connaitre surtout par ses recherches dans le domaine des dialectes judéo-arabes et chrétiens-arabes.

## Biographie
Yehoshua Blau naît à Cluj dans une famille juive d'expression hongroise. Son père, Pinhas Paul Blau, était commerçant et journaliste, et sa mère s'appelait Sima, née Grünfeld.
Yehoshua apprit en son enfance à une école élémentaire de la communauté israélite néologue de sa ville natale, ensuite il étudia pendant deux ans à un lycée (gymnasium) privé juif de Budapest. À l'âge de 12 ans la famille s'établit à Baden en Autriche. Il y continua les études au lycée local, finissant avec des résultats excellents en 1937. Puis la famille déménagea à Vienne où le jeune Blau s'inscrivit aux études de langue et culture arabe à l'université, en suivant en parallèle des études théologiques juives au Séminaire rabbinique.
En mars 1938, à la suite de l’invasion d’Adolf Hitler en Autriche, Yehoshua, avec ses parents et sa petite sœur Clara Khen (1924–1998, professeur de botanique à l'université hébraïque de Jérusalem), réussirent à trouver asile dans l'Italie voisine le 8 juin 1938. Après un mois et demi ils partirent pour la Palestine, qui se trouvait alors sous régime mandataire britannique.
Les Blau s'établirent à Tel Aviv, mais Yehoshua, qui avait été admis en Palestine mandataire sur la base d'un certificat d'études, commença tout de suite à suivre les cours à l'université hébraïque de Jérusalem. Au printemps 1941 il obtint le titre de master en langue et littérature arabe comme matière principale, et en études bibliques et hébreu - comme matière secondaire.
Entre 1942 et 1955 il travailla comme professeur à plusieurs lycées - tout d'abord au gymnasium « Moria » et au gymnasium religieux de garçons Mizrahi (appelé ainsi d'après le mouvement sioniste religieux juif Mizrahi) à Jérusalem. En 1945 il prit comme épouse Shulamit, née Haviv, enseignante aussi, avec laquelle il eut plus tard deux enfants - un fils et une fille.
En 1950 il soutint son doctorat à l'université hébraïque avec une thèse sur la Grammaire du dialecte judéo-arabe du Moyen Âge, élaborée à partir des textes non littéraires, sous la supervision de David Tzvi Beneth. Son second maître fut Yaakov Polotzki de la chaire de linguistique. Dès l'année 1956 Blau fut coopté au collectif de la chaire de langue hébraïque et linguistique sémitique de l'université de Tel Aviv, nouvelle institution qui était en train de se cristalliser. En 1957 Yehoshua Blau revint à l'université hébraïque pour joindre la chaire d'arabologie, où il enseigna jusqu'à sa retraite en 1987. En 1966 il y avait reçu un poste de professeur à part entière.
Yehoshua Blau a été professeur invité de diverses universités comme l'université Bar Ilan de Ramat Gan (Israël), l'université Yeshiva de New York, l'université de Californie à Berkeley, l'université de Californie à Los Angeles, l'université de New York, l'université du Cap en Afrique du Sud, l'université Loránd Eötvös de Budapest, l'université Harvard et l'université de Lucerne.

## Honneurs et distinctions
- 1968 - Membre de l'Académie israélienne des sciences et lettres
- 1980 - Prix Ben Tsvi
- 1983 - Membre de l'Académie britannique de sciences humaines
- 1985 - Prix Israël
- 1992 - Prix Rothschild
- 1999 - Médaille Wilhelm Bacher de l'Académie des sciences de Hongrie
- 2000 - Médaille Mark Lidzbarski de la Société orientale allemande
- 2001 - Docteur honoris causa de l'Institut national des langues et civilisations orientales de Paris
- 2002 - Citoyen d'honneur de la ville de Jérusalem
- 2007 - Prix Franz Rosenthal de la Société américaine d'études orientales
- 2007 - Médaille pour recherche et bibliographie de l'Association des bibliothèques juives

## Activité scientifique
L'objet des recherches de Yehoshua Blau se situe dans deux domaines principaux : le premier est celui de la langue arabe moyenne en général, et du judéo-arabe en particulier ; le second est celui de la linguistique des langues sémites (sémitologie), surtout de la constitution et l'évolution historique de l'hébreu moderne, de l'hébreu rabbinique et de l'araméen.

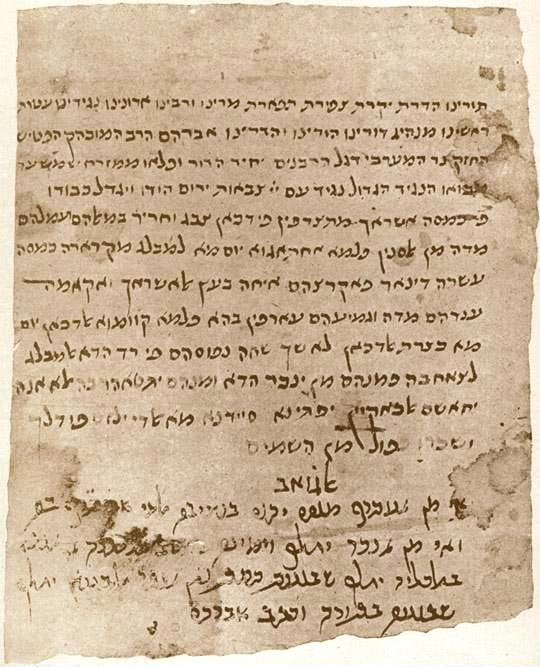
Manuscrit, écrit en partie en judéo-arabe au début du XIIIe siècle, trouvé dans la Guenizah du Caire - lettre d'Abraham, le fils de Maïmonide

### Recherches sur le judéo-arabe médiéval et sur l'arabe moyen (mixte) et général
Blau est le plus important chercheur du « judéo-arabe » pratiqué au Moyen Âge. À cette époque-là la langue arabe a servi, à côté de l'hébreu, comme langue de culture des Juifs du monde arabe. L'élite juive a écrit beaucoup des créations de sa florissante littérature en judéo-arabe. Le judéo-arabe était une branche de ce qu'on appelle l'arabe moyen. L'arabe moyen n'était pas l'arabe classique, ni le parler arabe standard, ni néo-arabe d'aujourd'hui, mais une langue mixte, composée en diverses proportions d'arabe classique, arabe post-classique et néo-arabe. Dans les textes écrits en judéo-arabe et arabe moyen on peut trouver des prétendues « corrections » - tentatives maladroites d'« élever » le style. La compréhension en détail de ces langages est vitale pour entendre en profondeur des textes, dont une grande partie ont eu une grande portée culturelle. De plus, l'analyse des éléments néo-arabes de ces textes-là permet la reproduction de l'évolution des dialectes arabes modernes.
Études principales
- La syntaxe du dialecte rural de l'arabe palestinien de la zone de Bir Zeit (1960) -

(Syntax des palästinensischen Bauerndialektes von Bir-Zet : auf Grund der Volkserzählungen aus Palästina von Hans Schmidt und Paul Kahle/ Joshua Blau; Walldorf-Hessen 1960) basé sur 132 contes populaires collectés par les chercheurs allemands Hans Schmidt et Paul Kahle dans la zone Bir Zeit et publiés à Göttingen dans les années 1918 et 1930
- Grammaire du judéo-arabe du Moyen Âge - construite sur la thèse de doctorat de Blau - présente un tableau d'ensemble, qui n'existait encore, de l'ensemble du judéo-arabe du premier tiers du second millénaire dans tout l'espace immense où il a été utilisé (la période classique du judéo-arabe et de la Guenizah du Caire). Par cela Blau a continué l'œuvre de son maître David Tzvi Beneth.
- Édition critique et traduction intégrale, des Réponses rabbiniques de Maimonide  - d'après trois manuscrits.

(תשובות הרמב"ם/ יהושע בלאו; שלושה כרכים, ירושלים תשי"ח-תשכ"א; כרך השלמה ירושלים תשמ"ו Teshuvot HaRambam 3 vol., années hébraïques 5718-5721, un volume complémentaire, Jérusalem 5746) 
Les responsa de Maimonide, écrites dans leur plus grande partie en arabe, présentent un grand intérêt juridique religieux, linguistique et historique.
À la fin Blau ajoute une analyse linguistique rigoureuse.
- La Description de la formation du judéo-arabe (1965)

(The Emergence and Linguistic Background of Judaeo-Arabic: A Study of the Origins of Neo-Arabic and Middle-Arabic
first edition Oxford University Press 1965;sec. édition, Jérusalem 1981, troisième, corrigée et élargie, Jérusalem 1999) (L'émergence et le fond linguistique du judéo-arabe : une étude des origines du néo-arabe et de l'arabe moyen)
- Une grammaire de l'arabe chrétien de Palestine, fondée principalement sur des textes sud-palestiniens du premier millénaire) (A Grammar of Christian Arabic: Based mainly on South-Palestinian texts from the First Millennium  - 1966-1967) - Louvain (Corpus Scriptorum Christianorum Orientalium vol. 267, 276, 279, Subsidia tom. 29-37) contient des descriptions de l'arabe moyen des écrits chrétiens orthodoxes,melkite, qui ont été rédigés en arabe, la plupart  - dans les monastères du Sud de la Palestine, et qui ont été conservés dans la bibliothèque du monastère Sainte-Catherine du Sinaï. Leur langue était aussi, il semble, la langue littéraire des Arabes melkites de l'Est (dont une présentation détaillée a été faite dans l'article de Blau „A Melkite Arabic Literary Lingua Franca from the Second Half of the First Millennium” 1994). (L'arabe littéraire melkite, la Lingua Franca de la seconde moitié du premier millénium).
- Recherches en arabe moyen ("Studies in Middle Arabic and its Judaeo-Arabic Variety) (Études en arabe moyen et sa variété judéo-arabe) (1988) - qui comprennent des études sur la phonétique, l'orthographe, les pseudo-corrections, l'évolution de la diglossie etc.
- Manuel d'Arabe moyen ancien (2002,

(A handbook of early middle Arabic / Joshua Blau.
Jerusalem : Max Schloessinger Memorial Foundation, Hebrew University of Jerusalem, 2002) une description grammaticale des types d'arabe moyen de la seconde moitié du premier millénaire, avec des textes illustratifs (musulmans, chrétiens et juifs), des commentaires critiques, et un vocabulaire.
- Vocabulaire des textes judéo-arabes du Moyen Âge -

(hebr.Milon le-teskstim arviyim-yehudiyim mi-yemé ha-benayim -the Academy of the Hebrew language) contient les mots des textes datant du premier tiers du second millénaire, c'est-à-dire de l'époque classique du judéo-arabe et de la Guenizah du Caire. Il est puisé dans les écrits de certains des plus illustres Juifs de l'époque, comme Saadia Gaon, Juda Halevi, Maïmonide etc., dans des réponses rabbiniques, des lettres, etc. Le  dictionnaire, qui apporte des dates nouvelles surtout sur les éléments qui n'appartenaient pas à l'arabe classique, a apporté à l'auteur la Médaille de recherche et bibliographie de l'Association des Bibliothèques juives en 2007.
- Les Commencements de la diglossie arabe  - The Beginnings of the Arabic Diglossia: a Study of the Origins of Neoarabic / Joshua Blau; Malibu : Undena Publications, 1977;

### Recherches sur la constitution et le développement de la langue biblique et sur des questions de sémitologie
Outre l'arabologie, Blau s'est intéressé à la linguistique sémitique, et surtout à l'évolution et la reconstitution historique des morphèmes de la langue biblique.
Il a publié sur ces thèmes deux recueils d'articles – en hébreu et anglais–, et deux synopsis, une grammaire courte mais complète et un précis universitaire détaillé et de un haut niveau à destination des étudiants.
Il a écrit aussi des manuels de grammaire hébraïque pour les lycées israéliens.
Études principales
- Pseudocorrections dans une des langues sémitiques

(hebr.Tikunim medumim bilshonot shemiot)  
תיקונים מדומים בלשונות שמיות / מאת יהושע בלאו; ירושלים : האקדמיה הלאומית הישראלית למדעים, תשכ"ט 
On Pseudo-Corrections in Some Semitic Languages/ Joshua Blau; Jerusalem : Israel Academy of Sciences and Humanities 1970 
Dans ce livre Blau essaie de montrer que lorsqu'un langage de prestige vient en contact avec un autre vulgaire, les locuteurs du dernier tentent d'imiter le langage prestigieux, mais, par ignorance, ils construisent des formes qui n'existaient pas, ni dans la langue 'haute', ni dans celle vulgaire.

Jusqu'au livre de Blau on connaissait un seul type de telle « correction », notamment l'hypercorrection - une hypercorrection populaire de la forme trouvée dans la langue prestigieuse, pendant que dans le contexte respectif, la forme « haute » était en fait identique à celle populaire.
Blau a trouvé aussi d'autres types d'imitations erronées de la langue haute - qui ont été appelées par lui hypocorrections ou semicorrection, et a établi aussi le terme de pseudocorrection pour toutes les situations de ce genre.
Il a analysé les différents types de pseudocorrection en hébreu, en chananéen, ougaritique, araméen, arabe, en allant jusqu'aux inscriptions de l'Arabie de Sud et  dans la langue Guèze. Une est liée à l'orthographe inhabituelle avec s sin/s sameh, un autre à la théorie de la dissimulation des consonnes doubles.
- Une grammaire de l'hébreu biblique (A Grammer of Biblical Hebrew ), (Grammer of Biblical Hebrew/ Joshua Blau; Wiesbaden: O. Harrassowitz, first edition 1976, second amended edition 1993, Porta Linguarum Orientalium, N.S., vol. 12), dédiée à son maître, prof. Polotzki.

Le livre est conçu selon la méthode Porta Linguarum Orientalium, en contenant la phonétique, la morphologie et un synopsis de la syntaxe. Il est fondé sur des fragments de la Bible, accompagné de notes et lexique: fragments du livre  de la Genèse 327-45 (l'Histoire de  Joseph) et le Livre de Jonas. Dans sa seconde partie le livre a des exercices et une bibliographie sélective.
- La renaissance de l'hébreu et la renaissance de l'hébreu littéraire

(Tkhiát ha ivrít utkhiát ha'aravít hasifrutít: kavím makbilím Jerusalem: Israel Academy of Sciences and Humanities, 1996)
(The Renaissance of Modern Hebrew and Modern Standard Arabic : Parallels and Differences in the Revival of Two Semitic Languages / Joshua Blau, Berkeley, University of California Press, 1981)
Cette étude fait la comparaison entre la renaissance de l'hébreu et celle de l'arabe littéraire.
- Recherche sur les constructions adverbiales au début des propositions, séparées du reste de la proposition par une conjonction ou une préposition - „An Adverbial Construction in Hebrew and Arabic”. (Une construction adverbiale en hébreu et en arabe, Proceedings of the Israel Academy of Sciences and Humanities) 1977).
- Sur la polyphonie en hébreu biblique (1982) (On Polyphony in Biblical Hebrew, Israel Academy of Science and Humanities) traite des formes de la Septuaginte pour des noms propres qui contiennent les lettres 'ain et khet, et trouvent traces d'une polyphonie.
- Recueil de recherches en hébreu - études de linguistique hébraïque contient principalement des études de linguistique historique de l'hébreu biblique, publiées antérieurement dans des revues et anthologies scientifiques, avec l'addition de deux articles nouveaux - l'un qui traite de la place centrale de l'accent Mileil dans la compréhension de la morphologie de l'hébreu biblique (sujet traité aussi dans deux articles précédents qui se retrouvent dans ce recueil), et le développement d'un article, parmi d'autres traduits de l'allemand, sur la fonction toujours accusative de la particule et  en hébreu
- Un recueil de recherches publiés en anglais sur des sujets linguistiques hébreux et sémites

Topics in Semitic and Hebrew Linguistics (1988) inclut, parmi d'autres, une histoire raccourcie de l'hébreu et une description de la structure de l'hébreu biblique, une longue article sur les modifications phonétiques et de la lettre hébraïque sin שׂ, théorie du développement parallèle des suffixes féminins -et et -at dans les langues sémites, des études d'ougaritique.

### Phonétique et morphologie
"Théorie de la phonétique et de la morphologie"
(Torat Ha-hegge veHatzurot  -  Éditions Hakiboutz Haméoukhad 1972 /תורת ההגה והצורות - יהושע בלאו; תל אביב : הוצאת הקיבוץ המאוחד, תשל"ב 1972) est un traité universitaire détaillé, de haut niveau, pour des étudiants, (aussi Éditions de l'Académie de la langue hébraïque, et en anglais - Éditions Eisenbrauns)

### Syntaxe
- Les Bases de la syntaxe - Yessodot Hatakhbir, יסודות התחביר - pour les écoles post-élémentaires, suivant le programme d'études du ministère de l'Éducation, l'Institut Hébraïque pour l'éducation écrite en Israël, Jérusalem, 5725, sec. édition améliorée, Jérusalem 1987 Eliezer Rubinstein en collaboration avec l'Institut pour l'éducation écrite)

### Volume jubilaire en son honneur
Lorsque le professeur Blau a fêté ses 70 ans, ses amis et élèves lui ont offert, sous la rédaction de Hagaï Ben Shamaï, un volume de recherches dans le domaine de l'hébreu et de l'arabe Hikréy Ever veArav  חקרי עבר וערב, qui a été publié en 1993, avec une liste des 349 articles scientifiques publiés par Yehoshua Blau jusqu'en 1991.